# Reservio
Reservio je online rezervační systém brněnské firmy Reservio s.r.o., kterou v roce 2013 založili Boris Bošiak a František Mazuch. Je lokalizovaný do 14 světových jazyků a lidé přes něj ročně vytvoří 20 milionů rezervací. Mezi země, odkud pochází nejvíce rezervací, se řadí Česká republika, Brazílie ale i Španělsko a další evropské i latinskoamerické země.

## Historie
Projekt rezervačního systému Reservio začal vytvářet Boris Bošiak v roce 2012 a v témže roce zaujal mezinárodní porotu podnikatelského akcelerátoru StarCube, který pořádá a financuje Jihomoravské inovační centrum, a získal v jarním kole první místo. V roce 2013 Reservio spustilo veřejnou verzi rezervačního systému, která hned na začátku téhož roku získala investici od společnosti Webnode v řádu jednotek milionů korun. V dubnu 2013, tedy dva měsíce po uvedení veřejné beta verze, měla již služba aktivní uživatele ze 40 zemí světa. Ve stejném roce získalo Reservio titul Nápad roku 2013 od společnosti Vodafone v kategorii Speciální cena poroty pro technologický startup. V roce 2018 společnost Gartner ocenila Reservio jako uživatelsky nejpřívětivější software pro plánování. O dva roky později magazín Forbes zařadil Borise Bošiaka, jednoho ze zakladatelů Reservia, do žebříčku 30 pod 30.

## Služby
Rezervační systém Reservio představuje komplexní řešení v oblasti online rezervací různých služeb a správě podnikání pro malé, střední i velké podniky. Přes rezervační systém od Reservia se zákazníci mohou do těchto podniků objednávat online. Stačí, když podnikatel svým klientům nasdílí své rezervační webové stránky, například pomocí URL odkazu nebo QR kódu.
V roce 2018 vznikla mobilní aplikace pro podnikatele Reservio Business a na přelomu roku 2022/2023 webové stránky, které fungují jako omnichannel marketingový nástroj schopný obsloužit zákazníka, ať už přijde z jakékoliv sociální sítě, Googlu nebo portálu služeb. V roce 2019 Reservio spustilo portál služeb Reservio.cz, který pomáhá propagovat poskytovatele služeb a usnadňuje koncovým klientům vytváření objednávek. Ve stejném roce vznikla i mobilní aplikace Reservio určená pro koncové zákazníky.
V roce 2020 během pandemie koronaviru nabídlo Reservio své služby pro zdravotnická zařízení zdarma k objednávání na testování na koronavirus nebo očkování. Dodnes Reservio používají například Fakultní nemocnice Bulovka, Fakultní Thomayerova nemocnice nebo Fakultní nemocnice Brno. Se společností Qerko a Twisto participuje Reservio na projektu Nasloucháme nevidomým, který pomáhá zrakově handicapovaným samostatně podnikat. Reservio také umožňuje neziskovým organizacím využívat online rezervační systém zdarma nebo se slevou.